# Семя Ветра
Семя Ветра — второй том трилогии «Пути Звезднорожденных» Александра Зорича. Роман был опубликован в 1997 году. Многие критики называют «Семя Ветра» одним из самых захватывающих и стильных произведений в жанре фэнтези.

## Сюжет
Сюжет книги переносится из Сармонтазары на запад Круга Земель, в Синий Алустрал. Главный герой романа Герфегест — боец Дома Конгетларов, виртуозных наемных убийц и сильных воинов. В результате страшной междоусобной резни практически все воины Дома погибли. Герфегест укрылся в горном святилище, чтобы охранять родовой магический артефакт — Семя Ветра — сильнейший талисман, способный в один миг нарушить извечное равновесие сил Добра и Зла. Однако и в укрытии главному герою не удается обрести покой. Маги Круга Земель пытаются завладеть Семенем Ветра для великой войны, в которой может не оказаться победителей. Герфегест Конгетлар попадает в круговорот кровопролитных интриг, в которых один за другим рушатся гордые Дома Синего Алустрала. В тот момент когда надеяться больше не на что, на помощь к Герфегесту приходят Любовь и Верность, способные противостоять любому колдовскому оружию.

## Главы романа
Глава 1. Посланцы Алустрала

Глава 2. Прошлое

Глава 3. Пояс Усопших

Глава 4. Старый Порт Калладир

Глава 5. Хранящие Верность

Глава 6. Битва обреченных

## Интересные факты
- Роман отличается яркими сценами морских битв[1]
- В романе есть любовные сцены, которые вызвали длительные споры критиков: некоторые считали, что такого рода описания выходят за пределы жанра фентези, другие находили что Зорич внес в жанр нечто своё.[2]

## Издания
- Александр Зорич. Семя Ветра. — М.: АСТ, 2007. — 476 с. — (Заклятые миры).
- Александр Зорич. Семя Ветра. — 2-е изд, испр., доп. — М.: Центрполиграф, 2001. — 492 с. — (Миры Александра Зорича. Пути Звезднорожденных 2).
- Александр Зорич. Семя Ветра. — М.: ЭКСМО-Пресс, 1997. — 464 с. — (Абсолютная магия).

### Материалы
Лингвистический анализ текста

страница книги на сайте Александра Зорича

«Знак разрушения» в электронном варианте

Энциклопедия, том 1: эпоха Войн Хуммера

### Рецензии
В.Мидянин. Nigredo и Albedo

Андрей Епанчин. Четыре «Есть» И Четыре «Нет» Александра Зорича